# Leon – Glaub nicht alles, was du siehst
Leon – Glaub nicht alles, was du siehst ist der Titel einer deutschen Miniserie sowie eines dazugehörigen Spielfilms von Klaus Knoesel und ein Spin-Off zu Gute Zeiten, schlechte Zeiten, die für den Streamingdienst RTL+ produziert wurde. In der Streamingserie geht es um die aus der Daily-Soap bekannte Figur Leon Moreno, dargestellt von Daniel Fehlow, der aus Berlin weggeht, um mit seinem Sohn Oskar (Joey Altmann) auf Rügen eine Kite-Surf-Schule zu besuchen und direkt am Meer ein Restaurant eröffnet. Die Premiere aller acht Episoden war am 31. Januar 2022 auf RTL+.
Am 15. Februar 2022 erfolgte unter demselben Titel die Erstausstrahlung eines Spielfilms zur Serie auf RTL.
Im September 2022 begannen Dreharbeiten für eine Spielfilm-Fortsetzung mit dem Titel „Leon – Kämpf um deine Liebe“. Die Dreharbeiten wurden am 12. Oktober 2022 abgeschlossen. Die TV-Premiere feierte der Film am 11. Januar 2023 auf RTL. Seit dem 4. Januar 2023 ist der Film auf RTL+ verfügbar.

## Handlung

### Staffel 1
Während Leon gemeinsam mit seinem Sohn Oskar in seiner neuen Heimat Engelshoop auf Rügen ankommt, trifft auch Sarah, nach einer Zeit in Portugal, in ihrem Heimatort Engelshoop ein. Oskar, der mit einer Drohne die Gegend erkundet, bemerkt Sarah und fragt sich, ob er denn seiner toten Mutter begegnet sei. Nach einem Gespräch mit seinem Vater versucht dieser Sarah am Abend am Strand anzusprechen, um die Verwechslung aufzuklären. Da Sarah jedoch von einem ihr unbekannten Stalker verfolgt wird, schreit sie Leon aus Angst in die Flucht. Am nächsten Tag möchte er sich bei Sarah entschuldigen und sucht dazu seine Vermieter Elli und Piet auf, bei denen Sarah augenscheinlich wohnt, sich jedoch erfolglos verleugnen lässt. Leon, der herausfindet, dass die verblüffende Ähnlichkeit mit Verena purer Zufall ist, ist weiterhin an Sarah interessiert, beide lernen einander kennen und kommen sich zudem näher. Kurz bevor Leon ihr von seiner verstorbenen Frau erzählen möchte, kommt sie anhand eines seiner Fotoalben hinter die Ähnlichkeit und fühlt sich hintergangen. Auch die Möglichkeit, dass er ihr unbekannter Stalker sein könnte, kommt erneut in Betracht.
Sarahs Cousine Lena kann den Verdacht gegen Leon jedoch ausräumen. Der Polizist Piet, Ellis Ehemann, gibt vor auf Sarah aufzupassen und sie unter seinen persönlichen Polizeischutz zu stellen. Seine Absichten ihr gegenüber sind jedoch andere, sodass sich herausstellt, dass er ihr Stalker ist und er sie daraufhin entführt.
Nach einer missglückten Flucht wird Sarah, durch Piet unbeabsichtigt, von einem Pistolenschuss getroffen. Der zuvor beunruhigte Leon findet die beiden. Elli, die Piet ebenfalls auf die Schliche kam, alarmierte Polizei und Rettungsdienst, wobei Leon Sarah in Sicherheit brachte und Piet in Untersuchungshaft genommen wurde.
Parallel lässt sich Noah, der ein begeisterter Kitesurfer ist, kurz vor den wichtigen Kite-Open ablenken und vergeigt seinen Auftritt. Nachdem sein Vater Piet verhaftet wurde, entsagt er ihm und geht mit Lena im Bulli auf Europa-Tour.
Sarah überlebte und kam mit ihrem Retter Leon zusammen.

### Staffel 2 (Fortsetzung in Spielfilmlänge)
Leon und Sarah verloben sich und sind in den Hochzeitsvorbereitungen.
Sarahs verschollener Bruder Jan taucht auf. Er sucht den Kontakt aber nur, um an das Erbe von Sarahs Patentante zu kommen. Leon spürt, dass mit Jan etwas seltsam ist und beginnt mit Hilfe von Jo Gerner zu recherchieren. Als Jan (der eigentlich Simon heißt) merkt, dass er durchschaut wurde, zwingt er Sarah, ihm die Erbschaft zu ermöglichen und versucht Leon umzubringen. Als Simon mit den Diamanten in einem Motorboot flieht, explodiert dieses.

## Besetzung
Hauptdarsteller
| Schauspieler         | Rolle                                | Folgen   | Bemerkungen |
| -------------------- | ------------------------------------ | -------- | --- |
| Daniel Fehlow        | Leon Moreno                          | 1–9      | Ex-Clubbesitzer aus Berlin, Betreiber von „MORENOS Beach-Food“, später des „LEONS“ Witwer von Verena; Vater von Oskar; Freund und später Ehemann von Sarah |
| Susan Sideropoulos   | Sarah Moreno, geb. Elsässer          | 1–9      | Nichte von Matti; Cousine von Lena; Freundin und später Ehefrau von Leon; Stiefmutter von Oskar; Ellis beste Freundin                                      |
| Susan Sideropoulos   | Verena Koch                          | 1–8      | tote Ehefrau von Leon; Mutter von Oskar |
| Kathrin Osterode     | Elli Ruland                          | 1–9      | Mutter von Noah; Ehefrau von Piet; Sarahs beste Freundin                                                                                                   |
| Adrian Spielbauer    | Piet Ruland                          | 1–8      | Polizeikommissar Vater von Noah; Ehemann von Elli; Stalker von Sarah; wird verhaftet und sitzt daraufhin in U-Haft                                         |
| Frederic Heidorn     | Conny Hartenstein                    | 1–4, 6–9 | Führt die Kitesurfschule „Kitesurf Conny“ |
| Joey Altmann         | Oskar Moreno                         | 1–9      | Sohn von Leon und Verena; Stiefsohn von Sarah; Freund von Laura                                                                                            |
| Amelie Arndt         | Lena                                 | 1–8      | Kitesurferin Tochter von Matti; Cousine von Sarah |
| Arne-Carlos Böttcher | Noah Ruland                          | 1–8      | Kitesurfer Sohn von Elli und Piet; One-Night-Stand von Almila                                                                                              |
| Carmela A. C. Bonomi | Almila                               | 1, 3–7   | Kitesurferin One-Night-Stand von Noah |
| Tim Olrik Stöneberg  | Matti Bierhencke                     | 2–3, 5–9 | Fischkutter-Kapitän Vater von Lena; Onkel von Sarah |
| Daniel Roesner       | Simon van de Beek alias Jan Elsässer | 9        | vermeintlicher Bruder von Sarah; Freund und später Ex-Freund von Michelle                                                                                  |
| Sarah Hannemann      | Michelle                             | 9        | Freundin von Jan und später von Conny |

Nebendarsteller, die auch in Gute Zeiten, schlechte Zeiten vorkommen.
| Schauspieler         | Rolle                                  | Folgen | Bemerkungen                                   |
| -------------------- | -------------------------------------- | ------ | --------------------------------------------- |
| Wolfgang Bahro       | Prof. Dr. Dr. Hans-Joachim „Jo“ Gerner | 9      | Rechtsanwalt und Unternehmer aus Berlin       |
| Felix von Jascheroff | John Bachmann                          | 1, 9   | bester Freund von Leon                        |
| Ulrike Frank         | Katrin Flemming                        | 9      | Innenarchitektin und Unternehmerin aus Berlin |

## Episodenliste
| Nr. (ges.) | Nr. (St.) | Originaltitel        | Erstveröffentlichung |
| ---------- | --------- | -------------------- | -------------------- |
| 1          | 1         | Die Begegnung        | 31. Jan. 2022        |
| 2          | 2         | Sarahs Geheimnis     | 31. Jan. 2022        |
| 3          | 3         | Alles dreht sich     | 31. Jan. 2022        |
| 4          | 4         | Falling in Love      | 31. Jan. 2022        |
| 5          | 5         | Wen siehst du?       | 31. Jan. 2022        |
| 6          | 6         | Unter Verdacht       | 31. Jan. 2022        |
| 7          | 7         | Gefährliche Nähe     | 31. Jan. 2022        |
| 8          | 8         | Bleib bei mir        | 31. Jan. 2022        |
| 9          | 1         | Kämpf um deine Liebe | 4. Jan. 2023         |

## Trivia
- Eine Szene (Telefonat auf einer Ostseefähre; in Folge 1) welches Leon mit John Bachmann (Felix von Jascheroff) führt, wird bei GZSZ ebenfalls gezeigt (Folge 7449).
- Susan Sideropoulos spielte bei GZSZ bis zu ihrem Serientod 2011 die Rolle der Verena Koch.[12]
- In der GZSZ-Jubiläumsfolge, 30 Jahre GZSZ (7510 am 12. Mai 2022) kommt es zur Überschneidung im Serienuniversum, als sich Jo Gerner bei Leon in Engelshoop vor Bajan Linostrami versteckt.[13][14]
- Susan Sideropoulos spielt im Jahr 2023 ihre Rolle der Sarah Moreno bei GZSZ.[15]
- Kathrin Osterode hat in ihrer Rolle als Elli Ruland bei GZSZ einen Gastauftritt (April 2023, Folge 7750).[16]

## Sonstiges
- Ebenfalls erhielt Sunny Richter, gespielt von Valentina Pahde, im Jahr 2020 ein auf sie zugeschnittenes 10-Teile umfassendes Spin-Off von Gute Zeiten, schlechte Zeiten unter dem Titel „Sunny – Wer bist du wirklich?“.[17]
- Mit „Nihat – Alles auf Anfang“ bekam die Serie GZSZ im Jahr 2021 einen weiteren Ableger.[18] In der 10-teiligen Event-Serie dreht sich, ähnlich wie zuvor bei „Sunny – Wer bist du wirklich?“, alles um Timur Ülker alias Nihat Güney, der sich abseits vom GZSZ-Set auf die Suche nach seinen familiären Wurzeln macht. Gamze Senol, die bis 2020 die Rolle der Shirin Akıncı verkörperte, ist ebenso wie Wolfgang Bahro in seiner Rolle als Prof. Dr. Dr. Gerner in der Serie zu sehen.[19][20]